# Marie-Joseph Cassant
Joseph Cassant, en religion Marie-Joseph Cassant, né le 6 mars 1878 à Casseneuil (France) et décédé le 17 juin 1903, est un moine et prêtre français trappiste de l'abbaye Sainte-Marie du Désert, mort prématurément de la tuberculose. Béatifié en 2004, il est liturgiquement commémoré le 17 juin.

## Vie
Joseph Cassant naquit le 6 mars 1878 à Casseneuil dans le diocèse d'Agen. Il fit ses études à l'école locale tenue par les frères de saint Jean-Baptiste de La Salle où il a laissé le souvenir d'un enfant calme et gentil.
À l'âge de 14 ans, il ressentit sa vocation religieuse et souhaita devenir prêtre. Une mémoire déficiente l'empêchait de poursuivre des études et d'entrer au petit séminaire. Le curé de sa paroisse, l'abbé Filhol, lui conseilla de frapper à la Trappe, tout en ayant des doutes, car sa faible constitution ne supporterait pas longtemps le dur régime des moines cisterciens. Joseph Cassant, après une première visite à l'abbaye trappiste de Sainte-Marie du Désert au diocèse de Toulouse, y fut admis le 5 décembre 1894. Il avait juste 16 ans. 
Au noviciat, il reçut le nom de Marie Joseph, et fut placé sous la direction du Père André Malet, futur abbé du Désert, qui allait lui être d'une grande aide autant spirituelle que psychologique. Il dut apprendre le latin et se perfectionner en français en vue d'accéder à la prêtrise, objet de son vif désir.
Très apprécié par ses confrères, qui disaient de lui : « Il était toujours content, c’est ce qui faisait la beauté de sa physionomie. Tout le monde l’aimait et l’estimait. Il souriait toujours. », il prononça ses vœux solennels le 24 mai 1900.
Toutefois, ses études lui étaient pénibles. Il se heurtait à la dureté de son professeur de théologie qui se moquait ouvertement de son manque de mémoire et de ses difficultés d'apprentissage. Sa volonté, soutenue par sa foi profonde, et sa confiance inébranlable dans sa vocation, ne faiblit pourtant pas, aidée par le Père André auquel il obéissait fidèlement. 
Joseph Marie réussit ses examens, et fut ordonné prêtre le 12 octobre 1902. Mais la maladie qui l'emportera commençait à le miner. Au lendemain de son ordination, il dut retourner dans sa famille pour se reposer.
De retour au monastère, son état de santé empira. Un autre moine observa que : « Couché, il étouffe ; des escarres profondes rendent douloureuses la position assise ; l’enflure des jambes et la faiblesse ne lui permettent pas de rester debout. Il se tient comme il peut dans un fauteuil où toute situation est inconfortable ».
Il mourut le 17 juin 1903, en disant : « Jésus, Marie, Joseph, assistez-moi dans ma dernière agonie. ».

## Citations
- Du Pape Jean Paul II lors de la cérémonie de béatification

« Le Frère Joseph-Marie a toujours mis sa confiance en Dieu, dans la contemplation du mystère de la Passion et dans l'union avec le Christ présent dans l'Eucharistie. Il s'imprégnait ainsi de l'amour de Dieu, s'abandonnant à Lui, "le seul bonheur de la terre", et se détachant des biens du monde dans le silence de la Trappe.  »
- De Joseph Marie Cassant

« Dieu m’a appelé auprès de lui afin que je l’aime davantage. »
« 1er me rappellerai toujours que la vie religieuse doit être un renoncement à soi-même, du matin au soir, de plus en plus grand. »

## Béatification
- Par le décret du 9 juin 1984, Rome a reconnu l'héroïcité des vertus de Joseph Cassant. Son procès en béatification a été ouvert le 7 juillet 2003.

Un miracle a été particulièrement retenu : Il eut lieu dans la nuit du 29 au 30 mai 1936. Un enfant de 9 ans, atteint de méningite cérébrospinale avait été hospitalisé dans un état désespéré. Son médecin pria longuement en secret le Père Marie-Joseph. Le lendemain, l'enfant était guéri, les signes de la maladie avaient disparu.
- Joseph Marie Cassant a été béatifié le 3 octobre 2004, en même temps que :
  - Pierre Vigne (1670-1740)
  - Anna Katharina Emmerick (1774-1824)
  - Maria Ludovica De Angelis (1880-1962)
  - Charles Ier d'Autriche (1887-1922)
- Ce furent les dernières béatifications du Pape Jean Paul II.

- Sa fête a été fixée au 17 juin

## Sources
- Osservatore Romano : 2004 n.40 p. 1-3, 8, 10  -  n.41 p. 4
- Documentation Catholique : 2004 n.20 p. 955-956
- Archives de l'Abbaye Sainte-Marie du Désert.